# Institutionalized
Institutionalized es una canción del grupo Suicidal Tendencies de su álbum de 1983 Suicidal Tendencies. Se le considera uno de los clásicos de Suicidal Tendencies a pesar de que en su lanzamiento no tuvo éxito comercial. 
Existe una versión que salió en 1993 en el álbum Still Cyco After All These Years con más velocidad y letra, esta versión fue nominada a los Grammys de 1994 en la categoría mejor interpretación de Metal pero terminó perdiendo ante la canción I Don't Want to Change the World por parte de Ozzy Osbourne.

## Videos

### Versión original
El video muestra a Mike Muir ser encerrado en su habitación por sus padres al creer que ha enloquecido. Después los miembros del grupo lo sacan de su cuarto tirando la pared con un auto y van a dar un concierto en una pequeña arena. Después Muir sale corriendo sin rumbo, al final del video los demás miembros del grupo se van en el auto aun con la pared de la habitación de Muir.

### Versión de 1993
La versión de 1993 es una parodia del primer video pero más cómico. En esta versión Muir encierra a sus padres e intentan fallidamente salir. En esta versión el video no tiene ni un solo sentido ocurriendo cosas que al final son totalmente estupideces (como la madre de muir colgando peces o el padre asando un cerebro).

## Curiosidades
- Fue versionada por el grupo Senses Fail.
- En el video original Jack Nance, Mary Woronov y el entonces desconocido Tom Araya (Vocalista y bajista de Slayer), hicieron pequeños cameos.
- En la versión de 1993 al final del video se ve a Muir derrotar al dinosaurio barney (con la cara distorsionada) en un juego de ajedrez, Muir sale de la habitación y barney bota la mesa donde jugaban y grita como Godzilla.
- Stop Fucking wit Me!, del rapero Lil Jon, puede interpretarse como una segunda parte de esta música.
- Aparece en los juegos: Guitar Hero II (versionada por WaveGroup), Mat Hoffman's Pro BMX 2, Tony Hawk's American Wasteland (versión de Senses Fail)

### Cine y televisión
La canción aparece en las películas: Iron Man, The Brady Bunch Movie, Repo Man.
El video original apareció en el programa Beavis and Butt-Head.
- Datos: Q6041253